# 블루하트 (영화)
"블루하트"는 1987년에 개봉한 대한민국의 영화이다.

## 캐스팅
- 강신성일
- 정동환
- 리차드 영
- 유영국
- 금보라
- 김선영
- 이병철
- 강태기
- 장정국
- 나기수
- 이승일
- 이재영
- 이동준
- 홍충길
- 이일웅
- 박경득
- 김기주
- 최용해
- 양택조
- 김남일
- 주상호
- 강유일
- 한국남
- 오희찬
- 이종철
- 박효근
- 김우석
- 서평석
- 장재영
- 이희자
- 강종태
- 박철
- 전영민
- 유하식
- 곽호연
- 박암(특별출연)